# Bent Brown
Bent Brown (født 14. november 1946 i Tårs, død 29. januar 2011 i Hjørring) var en dansk politiker for Socialdemokraterne.
Brown arbejdede blandt andet som lærer på AMU Vendsyssel og som konsulent i Arbejdernes Landsbank. I 1986 blev han formand for LO Hjørring, hvilket han var frem til 1995. 
Bent Brown blev medlem af Hjørring Byråd i 1990. I 1995 blev den daværende borgmester Poul Dalsager syg, og Bent Brown overtog posten som borgmester. Denne post beholdt han indtil udgangen af 2006, da den daværende Hjørring Kommune blev sammenlagt med nabokommunerne Løkken-Vrå, Sindal og Hirtshals. Dermed blev Bent Brown den sidste borgmester i den gamle Hjørring Kommune.  
Brown døde af en infektion i forbindelse med en dialyse på Sygehus Vendsyssel.